# Phylica giabrata
Phylica giabrata är en brakvedsväxtart som beskrevs av Carl Peter Thunberg. Phylica giabrata ingår i släktet Phylica och familjen brakvedsväxter. Inga underarter finns listade i Catalogue of Life.